# 2021년 칸 영화제

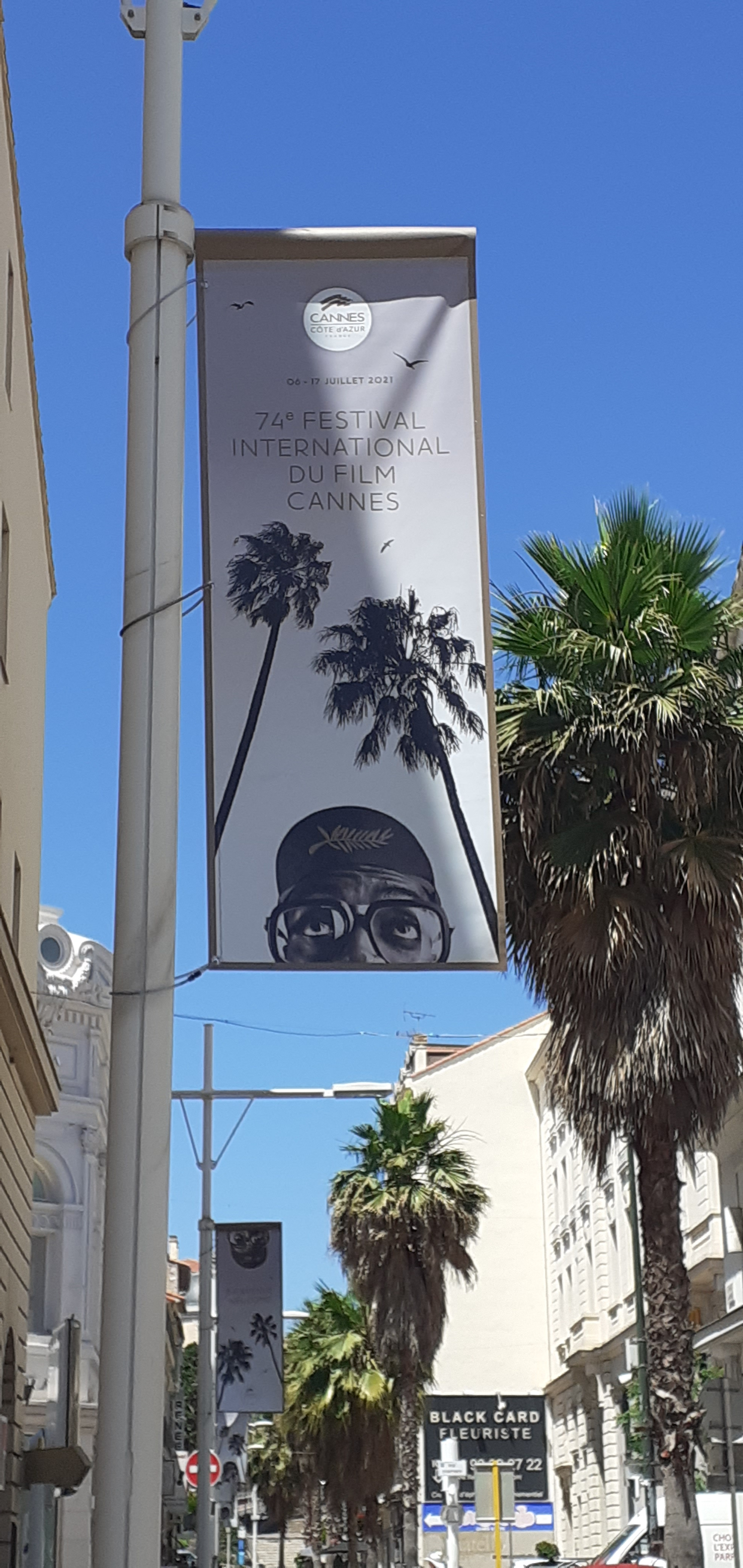

제74회 칸 영화제는 2021년 7월 6일부터 2021년 7월 17일까지 열린 영화제이다.

## 수상

### 황금종려상
- 티탄 - 쥘리아 뒤쿠르노 수상

### 심사위원대상
- 어떤 영웅 - 아쉬가르 파라디 수상
- 6번 칸 - 유호 쿠오스마넨 수상

### 감독상
- 아네트 - 레오 카락스 수상

### 각본상
- 드라이브 마이 카 - 하마구치 류스케 외 1명 수상

### 여우주연상
- 사랑할 땐 누구나 최악이 된다 - 르나트 라인제브 수상

### 남우주연상
- 니트램 - 케일럽 랜드리 존스 수상

### 심사위원상
- 메모리아 - 아피찻퐁 위라세타쿤 수상
- 아헤드의 무릎 - 나다브 라피드 수상

황금종려상(단편)
- 올 더 크로우즈 인 더 월드 - 이 탕 수상

심사위원 특별 언급(단편)
- 어거스트 스카이 - 자스민 테누치 수상

대상(주목할만한 시선)
- 언클렌칭 더 퍼스트 - 키라 코발렌코 수상

심사위원상(주목할만한 시선)
- 그레이트 프리덤 - 세바스티안 마이즈 수상

심사위원 특별 언급(주목할만한 시선)
- 프레이어스 포 더 스톨른 - 타티아나 후에조 수상

앙상블상(주목할만한 시선)
- 굿 마더 - 합시아 헤지 수상

커리지상(주목할만한 시선)
- 라 시빌 - 테오도라 미하이 수상

오리지널리티상(주목할만한 시선)
- 램 - 발디마르 요한손 수상

### 명예 황금종려상
마르코 벨로치오 수상
조디 포스터 수상

### 황금카메라상
- MURINA - 안토네타 알라마트 쿠시야노비치 수상

### 공로상
스파이크 리 수상
배리 알렉산더 브라운 수상

### CST 아티스트 테크니션상
- 키릴 세레브렌니코프 - Vladislav OPELIANTS 수상

### CST 영필름 테크니션상
- 미 아이유비타 몬 아무어 - Armance DURIX 수상

시네파운데이션-1등
- 더 샐러맨더 차일드 - 테오 디겐 수상

시네파운데이션-2등
- 매미 - 윤대원 수상

시네파운데이션-3등
- 러브 스토리즈 온 더 무브 - 카리나-가브리엘라 다소베뉴 수상
- 칸타레이라 - 로드리고 리베이로 수상

경쟁부문
- 더 스토리 오브 마이 와이프 - 일디코 엔예디
- 베네데타 - 폴 버호벤
- 버그만 아일란드 - 미아 한센-러브
- 드라이브 마이 카 - 하마구치 류스케
- 플래그 데이 - 숀 펜
- 아헤드의 무릎 - 나다브 라피드
- 카사블랑카 비트스 - 나빌 아우크
- 6번 칸 - 유호 쿠오스마넨
- 사랑할 땐 누구나 최악이 된다 - 요아킴 트리에
- 더 디바이드 - 카트린 코르시니
- 더 레스트리스 - 조아생 라포스
- 베네데타 (영화) - 자크 오디아르
- 링귀이, 더 세크레이드 본드스 - 마하마트 살레 하룬
- 메모리아 - 아피찻퐁 위라세타쿤
- 니트램 - 저스틴 커젤
- 프랑스 - 브루노 뒤몽
- 차이콥스키의 아내 - 키릴 세레브렌니코프
- 레드 로켓 - 션 베이커
- 프렌치 디스패치 - 웨스 앤더슨
- 티탄 - 쥘리아 뒤쿠르노
- 쓰리 플로어스 - 난니 모레티
- 다 잘된 거야 - 프랑소와 오종
- 어떤 영웅 - 아쉬가르 파라디
- 아네트 - 레오 카락스주목할 만한 시선
- 머니보이스 - 씨.비 이
- 푸른 호수 - 저스틴 전
- 프리다 - 게시카 제네어스
- 하우스 어레스트 - 알렉세이 게르만 주니어
- 굿 마더 - 합시아 헤지
- 플레이어스 포 더 스톨른 - 타티아나 후에조
- 램 - 발디마르 요한손
- 커미트먼트 하산 - 세미 카플라노글루
- 애프터 양 - 코고나다
- 렛 잇 비 모닝 - 에란 콜리린
- 언클렌칭 더 퍼스트 - 키라 코발렌코
- 우먼 두 크라이 - 미나 밀레바 외 1명
- 르하나 마리암 누르 - 압둘라 모함마드 사드
- 그레이트 프리덤 - 세바스티안 마이즈
- 라 시빌 - 테오도라 미하이
- 스트리트와이즈 - 나 지아주오
- 더 이노센트 - 에실 보그트
- 플레이그라운드 - 로라 완델
- 라 트라비아타, 마이 브라더스 엔드 아이 - 요한 만차
- 오노다, 정글에서 보낸 10 000일 - 아더 하라리비경쟁부문
- 피스풀 - 엠마누엘 베르코
- 비상선언 - 한재림
- 더 벨벳 언더그라운드 - 토드 헤인즈
- 백 노드 - 세드릭 히메네즈
- 라인, 더 보이스 오브 러브 - 발리에리 르메르시
- 스틸워터 - 토마스 맥카시
- 프롬 아프이카 위드 러브 - 니콜라스 베도스
- 웨얼 이즈 안느 프랭크 - 아리 폴만심야상영
- 블루디 오렌지스 - 장-크리스토프 뫼리세
- 슈프림 - 오드리 에스트루고
- 트랄러 - 아르노 라리외 외 1명 특별상영
- 마리너 오브 더 마운틴스 - 카림 아이누즈
- 바비 와이에알, 컨텍스트 - 세르히 로즈니차
- 에이치6 - 예예
- 끝없는 폭풍의 해 - 자파르 파나히 외 6명
- 애니몰 - 시릴 디옹
- 비걸 댄 어스 - 플로어 배서
- 아이 엠 소 소리 - 자오량
- 인비저블 디몬즈 - 라훌 자인
- 더 크루세이드 - 루이 가렐
- 더 벨벳 퀸 - 마리아 아미그에트
- 더 히어로우익스 - 막심 로이
- 블랙 노트북스 아이 엔드 블랙 노트북스 2 - 슐로미 엘카베츠
- 어보브 워터 - 에이사 마이가
- 미 아이유비타 몬 아무어 - 노에미 메를랑
- 뉴 월드: 더 크레들 오브 시빌리제이션 - 앤드류 무스카토
- 알 유 로운섬 투나잇? - 샤이페이 웬
- 더 스타 - 나다브 라피드
- 더 스토리 오브 필름: 어 뉴 제너레이션 - 마크 코신스칸 프리미어
- 홀드 미 타이트 - 마티유 아말릭
- 카우 - 안드레아 아놀드
- 러브 송스 포 터프 가이스 - 사무엘 벤체트리트
- 디셉션 - 아르노 데스플레생
- 샤를로트에 의한 제인 - 샤를로뜨 갱스부르
- 당신 얼굴 앞에서 - 홍상수
- 마더링 선데이 - 에바 허슨
- 에볼루션 - 코르넬 문드럭초
- 밸 - 팅 푸 외 1명
- 제이에프케이 리비지티드: 쓰루 더 루킹 글레스 - 올리버 스톤
- 막스 푸오 아스페타레 - 마르코 벨로치오
- 보어텍스 - 가스파 노에
- 벨 - 호소다 마모루시네파운데이션
- 비츠 어몽 어스 - 나탈리아 둘체비츠
- 빌 엔드 조 고 덕 헌팅 - 어던 링컨-보겔
- 빌리 보이 - 샤샤 아마랄
- 칸타레이라 - 로드리고 리베이로
- 매미 - 윤대원
- 포니카 엠-120 - 올리버 루돌프
- 프리다 - 알렉산드라 오딕
- 프리 맨 - 오스카 크리스틴 비그니슨
- 나이트 비짓 - 마이아 캐플런
- 킹 멕스 - 아델 빈센트-크라송
- 더 샐러맨더 차일드 - 테오 디겐
- 더 폴 오브 더 스위프트 - 곤잘로 퀸코세스
- 아더 하프 - 리나 칼체바
- 더 캣 프롬 더 딥 씨 - 황 멘글루
- 러브 스토리즈 온 더 무브 - 카리나-가브리엘라 다소베뉴
- 레드 슈즈 - 안나 포드칼스카
- 세인트 안드로이드 - 루카스 폰 베르크단편 경쟁부문
- 어거스트 스카이 - 자스민 테누치
- 인 더 소일 - 캐스퍼 케이젤센
- 더 라이트 워즈 - 아드리언 모이스 덜린
- 쓰루 더 헤이즈 - 디오고 살가도
- 오어써단티스틱 - 모하마드레자 메이하니
- 디스플레이스드 - 사미르 카라호다
- 놀스 폴 - 마리자 에이피세브스카
- 사이드랄 - 카를로스 세군도
- 올 더 크로스 인 더 월드 - 이 탕
- 앱샌스 - 랑 우비경쟁 단편
- 피쉬 투 더 레이크 - 이영대
- 바운서 - 안준성
- 밥 때 - 이성식칸 클래식
- 킬링 플로어 - 빌 듀크
- 달이 떠오른다 - 다나카 키누요
- 더 패쓰 - 아나 마리스칼
- 머더 인 할렘 - 오스카 미쇼
- 흑인 오르페 - 마르셀 카뮈
- 프란체스코, 신의 어릿광대 - 로베르토 로셀리니
- 더 허시 - 자크 드와이옹
- 내가 가는 곳은 어디인가 - 마이클 포웰 외 1명
- 루뭄바: 데스 오브 어 프라핏 - 라울 펙
- 프렌드십스 데스 - 피터 울렌
- 댄싱 인 더 더스트 - 헨리 듀파크
- 베로니카의 이중 생활 - 크쥐시토프 키에슬로프스키
- 거짓의 F - 오손 웰즈
- 디몬 폰드 - 시노다 마사히로
- 전쟁은 끝났다 - 알랭 레네
- 낫 딜리버드 - 질 그렌지어
- 루이스 - 필립 드 브로카
- 내 어린 날의 일기 - 마르타 메자로스
- 웬 더 캣 컴스 - 보히테흐 야스니
- 후회 - 텐기즈 아불라제
- 더 포틴 데이 - 즈드라브코 벨리미로비치
- 더 패쓰 오브 호프 - 피에트로 제르미
- 미지의 여인에게서 온 편지 - 막스 오퓔스
- 멀홀랜드 드라이브 - 데이빗 린치
- 더 스톰즈 오브 제르미 토마스 - 마크 코신스
- 부뉴엘, 어 설릴리스트 필림메이커 - 자비에 에스파다
- 몬탠드 에스트 어 누스 - 이브 제율란드
- 더 스토리 오브 필름: 어 뉴 제너레이션 - 마크 코신스
- 플러커링 고스트 오브 러브스 곤 바이 - 앙드레 본젤
- 오스카 미쇼우 - 더 슈퍼히어로 오브 블랙 필름메이킹 - 프란체스코 지펠
- 사토시 콘, 더 일루저니스트 -

### 파스칼-알렉스 뱅상
시네마 드 라 플라즈
- 화양연화 - 왕가위
- 허수아비 - 제리 샤츠버그
- 톰 메디나 - 토니 갓리프
- 검은 고양이 흰 고양이 - 에미르 쿠스투리차
- 더 서밋 오브 더 갓 - 파트릭 암베르
- JFK - 올리버 스톤
- 분노의 질주: 더 얼티메이트 - 저스틴 린
- 러버스 락 - 스티브 맥퀸
- 아멜리에 - 장 피에르 주네
- 데이비드 번 아메리칸 유토피아 - 스파이크 리